# Bougy-lez-Neuville
Bougy-lez-Neuville là một xã trong tỉnh Loiret, vùng Centre-Val de Loire bắc trung bộ nước Pháp. Xã này nằm ở khu vực có độ cao từ 116-144 mét trên mực nước biển.